# مارک تامسون
مارک تامسون، (به انگلیسی: Mark Thompson) (زاده ۳۱ ژوئیه ۱۹۵۷) کارآفرین، بازرگان و مدیر ارشد اجرایی بریتانیایی است، که در حال حاضر به‌عنوان مدیر عامل اجرایی شرکت نیویورک تایمز کمپانی فعالیت می‌‌کند.